# Dove c’è musica
Dove c’è musica (magyarul: „Hol van a zene”) Eros Ramazzotti stúdióalbuma, amely 1996 májusában jelent meg. Az albumból 7 millió példányt adtak el, a legismertebb dalok: Più bella cosa, Dove c’è musica, Stella gemella.

## Dalok
1. Dove c’è musica (Hol van a zene)
2. Stella gemella (Iker csillag)
3. Più bella cosa (Szebb dolog)
4. L’Aurora
5. Lettera al futuro (Levél a jövőbe)
6. Io amero (Szeretni fogok)
7. Questo immenso show
8. Quasi amore
9. Yo sin ti
10. Lei pero
11. L’urgano meri
12. Buona vita